# Пам'ятники Ковеля
У сучасному Ковелі встановлено низку пам'ятників — 28 монументів, пам'ятників, меморіалів і пам'ятник знаків у місті є відлунням історичного минулого і культурної спадщини Ковеля, шаною і повагою в камені і бронзі до історичних подій, визначних діячів України тощо. Головні пам'ятники міста (у хронологічному порядку їхнього зведення) — пам'ятник Богдану Хмельницькому (1954р.), Меморіал Слави (1977р.), пам'ятник Лесі Українці (1991р.), Монумент на честь пам'яті жертв Другої світової війни (1996р.), Стела пам'яті воїнам — інтернаціоналістам (2001р.), пам'ятник Тарасу Шевченку (2005р.), пам'ятник жертвам аварії на ЧАЕС (2008р.). Відтак, більшість пам'ятників і монументів у Ковелі постали вже за незалежності України (після 1991 року).
Гордістю міста є ковельський пам'ятник Тарасу Шевченку, адже він (заввишки понад 7 м) традиційно вважається найвищим з-поміж пам'ятників Тарасові Шевченку в світі.

## Пам'ятники
| Назва                                                                                        | Рік встановлення | Розташування                                                         | Фото              | Короткі відомості |
| Борцям за волю України, пам'ятний знак                                                       | 1996             | на бульварі Лесі Українки                                            |                   | Відкрито 1996 року. |
| Воїнам-інтернаціоналістам, пам'ятна стела                                                    | 2001             | на вулиці Незалежності                                               |                   | Встановлено 2001 року. |
| В'язнів Ковельської тюрми, розстріляних у червні 1941 року, спільна могила і пам'ятний хрест | 2000             | кладовище на вулиці Незалежності                                     |                   | Могилу упорядковано і відкрито пам'ятний хрест 2000 року. |
| Жертвам Аварії на ЧАЕС                                                                       | 2008             | на вулиці А. Міцкевича                                               |                   | Пам'ятник Жертвам Аварії на ЧАЕС було відкрито 2008 року. Автор - архітектор Андрій Сеник (Луцьк) |
| Жертвам Другої Світової війни                                                                | 1996             | на вулиці Незалежності                                               |                   | Відкрито 1996 року. Автором восьмиметрового гранітного хреста, на постаменті якого українською та німецькою мовами викарбувано заклик до нащадків, є директор Ковельської художньої школи Олена Цьомик, яка в образі пам'ятника втілила кілька символічних рішень. Загалом же, на конкурс тоді було представлено десять проектів. А координатором втілення в життя важливої ідеї став голова правління українського фонду "Єднання" журналіст з міста Луцька Володимир Шевчук. |
| Меморіальний комплекс Слави                                                                  | 1977             | на вулиці Незалежності                                               |                   | Меморіальний комплекс Слави відкритий 9 липня 1977 року. Архітектор – Валентин Жигулін, скульптори – Василь Вінайкін та Болеслав Карловський. |
| Лесі Українці                                                                                | 1991             | на бульварі Лесі Українки                                            |                   | Відкрито 1991 року. Автор - скульптор Ю. Савко. |
| Богдану Хмельницькому                                                                        | 1954             | на вулиці Б. Хмельницького                                           |                   | Встановлено 1954 року. |
| «Хрест пам'яті жертв більшовицького терору», меморіальна стела                               | 2007             | на вулиці А. Міцкевича                                               |                   | Автор - Ірина Дарчук. Відкриття відбулося 14 жовтня 2007 року на честь 65-річчя створення Української Повстанської Армії. |
| Тарасу Шевченку                                                                              | 2005             | у Парку ім. Т.Г. Шевченка                                            |                   | Пам'ятник українському поетові, письменнику і художнику Т.Г. Шевченку було урочисто відкрито 22 серпня 2005 року. Автори монументу — київський скульптор Володимир Шолудько (автор ідеї), скульптори Петро Подолець та Микола Король, архітектори Тетяна Мельничук та Анатолій Заворотинський. |
| на честь 2000-річчя Християнства, пам'ятний хрест                                            | 2000             | на перехресті, де сходяться вулиці Брестська, Ватутіна та Я. Мудрого |                   | Зведено до 2000-річчя Християнства — 2000 року. |
| Меморіальний комплекс «Ніхто не забутий, ніщо не забуте»                                     | 1969             | у сквері локомотивного депо                                          |                   | Меморіал на честь робітників локомотивного депо, що загинули в роки громадянської і Великої Вітчизняної війни. Автор - В. Корнілов. Відкрито 1969 року. Рішенням виконкому Ковельської міської ради від 4 серпня 1969 року за № 360-р є пам’яткою місцевого значення (охоронний номер 18). |
| Івану Франку, бюст                                                                           |                  | вул. Незалежності, 100                                               |                   | Знаходиться на фасаді Палацу учнівської молоді ім. І.Франка. |
| Пам’ятник на братській могилі радянських воїнів                                              | 1958             | кладовище на вулиці Незалежності                                     |                   | Братська могила 1620 солдатів і офіцерів Червоної армії, які загинули під час визволення міста Ковеля від німецько-фашистських військ. Пам’ятник виготовлено Львівською кераміко-скульптурною фабрикою. Встановлено у 1958 році. Рішенням виконкому Ковельської міської ради від 4 серпня 1969 року за № 360-р є пам’яткою місцевого значення (охоронний номер 21). |
| Пам’ятник радянському солдату                                                                | 1956             | на вулиці Луцькій                                                    |                   | Пам’ятник виготовлено Львівською кераміко-скульптурною фабрикою. Встановлено у 1956 році. Рішенням виконкому Ковельської міської ради від 4 серпня 1969 року за № 360-р є пам’яткою місцевого значення (охоронний номер 19). |
| Пам’ятник радянській гарматі                                                                 | 1975             | на вулиці Луцькій                                                    |                   | Встановлено у 1975 році напередодні Дня Перемоги в знак військової доблесті воїнів-артилеристів, які визволяли Ковель від німецько-фашистських загарбників. Напис на меморіальній дошці (на даний час розбитий) розповідав, що така гармата (гаубиця зразка 1941 року) знаходиться в Центральному музеї Збройних Сил СРСР з такою бойовою характеристикою: була на озброєнні батареї 969 артполку 60-ї Севської Червонопрапорної ордена Суворова дивізії, брала участь в боях за визволення міст Дмитрієв-Льговський, Севськ, Озаричі, Ковель, Седльце, Варшава. Пройшла з боями 2445 кілометрів, своїм вогнем знищила 9 гармат, 11 танків, переправу через Турію, багато солдат і офіцерів ворога. Цікаво, що гармата направлена в сторону Москви.                                                   |
| Братська могила воїнів IV російської армії                                                   | 1918             | кладовище на вулиці Незалежності                                     |                   | Рішенням виконкому Ковельської міської ради від 4 серпня 1969 року за № 360-р є пам’яткою місцевого значення (охоронний номер 26). |
| Пам’ятник часів Першої світової війни                                                        | ?                | кладовище на вулиці Незалежності                                     |                   | Пам'ятник полеглим австро-німецьким воїнам у 1914-1918 роках. Коли відкрито – невідомо. |
| Пам’ятник героїв                                                                             | не пізніше 1916  | кладовище на вулиці Незалежності                                     |                   | Відкрито не пізніше 1916 року. Очевидно, пам'ятник полеглих австро-німецьких воїнів. |
| Пам’ятник часів Першої світової війни                                                        | ?                | кладовище на вулиці Незалежності                                     |                   | Коли відкрито – невідомо. |
| Пам’ятник польським воїнам, полеглим на Волинській землі у роки Першої світової війни        | 1996             | кладовище на вулиці Незалежності                                     |                   | Відкрито 1996 року. Незважаючи на офіційну назву пам'ятника, його встановлено біля могил польських воїнів, які загинули під час польсько-радянської війни 1920 року, тоді як Перша світова війна офіційно закінчилася 11 листопада 1918 року. 11 листопада 2012 р., в День Незалежності Польської Республіки, тут відбулося богослужіння за участю Посла РП в Україні Генріка Літвіна.. |
| Пам’ятник розстріляним в червні 1941 р. в’язням ковельської тюрми                            | 2010             | кладовище на вулиці Незалежності                                     |                   | Відкрито 15 жовтня 2010року. На пам’ятнику напис: «Тут спочивають українці невинно убієнні в ковельській в’язниці сталінським НКВС 21-23.06.1941 р. Шана і слава борцям за вільну Матір-Україну», з іншого боку напис: «Дарунок від Івана Омелянюка». |
| Пам’ятник німецьким військовополоненим                                                       | ?                | кладовище на вулиці Незалежності                                     |                   | Три чорні мармурові хрести та хрест з викарбуваною на мармурі німецькою каскою, переплетеною дубовою гілкою в пам'ять німецьких військовополонених, які загинули у радянських таборах в Ковелі. Відкрито у 2000-х роках. |
| Пам’ятник бійцям Червоної армії                                                              | ?                | кладовище на вулиці Незалежності                                     |                   | Коли відкрито – невідомо. На пам’ятнику напис: «Вечная память бойцам рабоче-крестьянской Красной армии погибших за освобождение трудящихся Западной Украины. 19 сентября 1939». Під монументом захоронення немає. Ця споруда збудована на честь бійців Червоної армії, які загинули під час польсько-радянської війни у 1920 році. Тоді велику відвагу виявив бронепоїзд "Комунар". Оточений з усіх боків, він вів запеклий бій з поляками. Попереду - палаючий потяг, навколо - ворог. За наказом командира бронепоїзд замінували і проклали бікфордів шнур. Але машиніст, ризикуючи життям, спробував відігнати палаючий потяг. Під кулями, вибухами снарядів він пробрався до паровоза і вивів його на запасні колії. Бронепоїзд, відстрілюючись, прорвався до Ковеля, лишивши 10 чоловік убитими. |
| Пам’ятник радянським партизанам-розвідникам загону імені Кірова                              | 1953             | кладовище на вулиці Незалежності                                     |                   | Відкрито в 1953 році. На пам’ятнику напис: «Радянським партизанам, які по звірячому замордовані українськими буржуазними націоналістами в липні 1943 р. Тут поховані командир розвідки партизанського загону імені Кірова Рижков П.Т. – 1913 р.н., політрук Шевченко С.Ф. – 1911 р.н., бійці розвідки: Крюковський С.М. – 1914 р.н., Демидовець І.Ф. – 1920 р.н., Кожевніков А.Д. – 1922 р.н., Кузнецов О.М. – 1921 р.н., Воронцов О.М. – 1921 р.н., Суплико І.І. – 1910 р.н., Медведев М.Ю. – 1900 р.н., Рогулін С.П. – 1914 р.н., невідомий партизан». Рішенням Волинського облвиконкому № 360-р від 4 серпня 1969 року взято під охорону, як пам’ятку історії. |
| Пам’ятник радянським партизанам                                                              | 1953             | кладовище на вулиці Незалежності                                     | [[Файл: \|120px]] | Відкрито в 1953 році. На пам’ятнику напис: «Радянські партизани замордовані буржуазними націоналістами в січні 1944 р. Воробйов П.Б. – 1921 р.н., Срьомін М.К. – 1918 р.н., Новік М.В. – 1920 р.н., Силюк П.А. – 1922 р.н., Москаленко О.М. – 1915 р.н., Музичук Т.А. – 1912 р.н., Ковалець Д.П. – 1919 р.н., Ярмолюк П.І. – 1922 р.н., Мороз І.П. – 1912 р.н., Балак М.Ф. – 1921 р.н., Ковальчук С.І. – 1924 р.н.» Рішенням Волинського облвиконкому № 360-р від 4 серпня 1969 року взято під охорону, як пам’ятку історії. |
| Пам’ятник бригаді паровоза                                                                   | 1984             | кладовище на вулиці Незалежності                                     |                   | Відкрито в 1984 році. На пам’ятнику напис: «Здесь похоронены ст. маш. Темный П.И. – 1917 г., (посада та прізвище - нерозбірливо) Г.П. – 1908 г., п/маш. Александровский В.М. – 1910 г., ст. конд. Иванова И.Ф. – 1922 г., коч. Абрамов А.Н. – 1912 г., проводник Малыхина Н.П. – 1923 г., гл. конд. Объедков А.Н. – 1923 г., маш. Калякин А.К. – 1903 г.» З тильної сторони пам’ятника напис: «Комплексу паровоза Эу 702-27 32й колонны МПС погибшему 2.V.45 г. при перевозке грузов особого назначения – от коллектива локомотивного депо Ковель». Рішенням Волинського облвиконкому № 267-р від 25 серпня 1986 року взято під охорону, як пам’ятку історії. |
| Пам’ятник "Паровоз"                                                                          | 1984             | Привокзальна площа                                                   |                   | Відкрито у Всесоюзний день залізничника 5 серпня 1984 року. На пам’ятнику була меморіальна дошка: «В честь мужества и героизма железнодорожников г. Ковеля, проявленных в период установления Советской власти, борьбы с немецко-фашистскими оккупантами, восстановления народного хозяйства. Август 1984 г.» |

## Колишні пам'ятники
| Фото | Назва, розташування і короткі відомості |
|      | Пам'ятник війни з Наполеоном Існує версія, що пам'ятник було встановлено 1813 року, оскільки цей рік зазначено на одному із фотознімків. Припускається, що знаходився на теперішній вулиці Грушевського, де зараз стадіон «Верес» (колишній «Сільмаш»). У міжвоєнний період цей пам'ятник було зруйновано, на його місці збудовано костел-пам'ятник — найбільший та найвищий у Луцькій дієцезії РКЦ. |
|      | Пам'ятник 50-у полку піхоти стрільців кресових Дата встановлення невідома; припускають, що у 20-х роках XX століття. Знаходився «на Горці» (теперішня вулиця Ватутіна), біля казарм 50-го піхотного полку імені Франческа Нулло (Nullo) 27-ї піхотної дивізії. |
|      | Пам'ятник Юзефу Пілсудському Дата встановлення невідома; на світлинах 1929 року не було. Знаходився перед повшехною школою імені Іґнація Мосціцкі. За переказами старожилів, ця школа була на місці (поблизу) теперішнього магазину ритуальних послуг на вулиці Незалежності — між житловими будинками № 92 і 86.                                                                                    |